# Негурень (Молдова)
Негурень (рум. Negureni) — село у Теленештському районі Молдови. Адміністративний центр однойменної комуни, до складу якої також входять села Керсак та Добруша.

## Населення
За даними перепису населення 2004 року у селі проживали 2860 осіб.
Національний склад населення села:
| Національність       | Кількість осіб | Відсоток   |
| -------------------- | -------------- | ---------- |
| молдавани румуни     | 2787 2         | 97,4% 0,1% |
| українці             | 56             | 2,0%       |
| росіяни              | 9              | 0,3%       |
| інша / без відповіді | 6              | 0,2%       |
| Всього               | 2860           | 100%       |